# Okres Salgótarján
Okres Salgótarján (maďarsky Salgótarjáni járás) je jedním z šesti okresů maďarské župy Nógrád. Jeho centrem je město Salgótarján, které je zároveň centrem celé župy.

## Sídla
V okrese se nachází celkem 29 měst a obcí.
Města
- Salgótarján

Obce
| - Bárna - Cered - Egyházasgerge - Etes - Ipolytarnóc - Karancsalja - Karancsberény - Karancskeszi - Karancslapujtő - Karancsság - Kazár - Kisbárkány - Kishartyán - Litke | - Lucfalva - Mihálygerge - Márkháza - Mátraszele - Nagybárkány - Nagykeresztúr - Rákóczibánya - Somoskőújfalu - Szilaspogony - Ságújfalu - Sámsonháza - Sóshartyán - Vizslás - Zabar |